# Kyffin Simpson
Kyffin Simpson, né le 9 octobre 2004 à Bridgetown (Barbade), est un pilote automobile caïmanien.

## Biographie
Né à la Barbade mais résident du territoire britannique d'outre-mer des îles Caïmans, Simpson fait ses débuts en sport automobile en 2020 pour Velocity Racing Development dans le championnat américain de Formule 4 après 9 ans de karting à travers les Caraïbes. Il mène en parallèle une campagne en Formule Régionale Américaine. Il domine le championnat lors de sa deuxième saison avec des podiums lors de toutes les courses sauf cinq. Ce titre lui permet de recevoir une bourse d'études HPD d'une valeur de 600 000 $ pour piloter dans l'une des équipes propulsées par Honda en Super Formula en 2022, mais en raison des restrictions de voyage en cours au Japon imposées par le COVID-19, il ne peut y participer. 
Son titre en Formule Régionale lui ouvre la porte pour rejoindre l'Indy Pro 2000 Championship avec l'équipe IndyCar Juncos Racing. En 2022, Simpson signe un contrat pluriannuel en tant que pilote de développement avec Chip Ganassi Racing, tout en progressant également vers l'Indy Lights, en partenariat avec James Roe Jr. chez TJ Speed Motorsports. Cependant, après seulement huit courses, Simpson change d'écurie et rejoint HMD Motorsports, invoquant la tension au sein de l'équipe à propos de leurs performances comme raison du changement.

## Carrière

### Résultats en monoplace
| Saison | Championnat                             | Écurie                                 | Courses | Victoires | Pole positions | Meilleurs tours | Podiums | Points | Classement |
| ------ | --------------------------------------- | -------------------------------------- | ------- | --------- | -------------- | --------------- | ------- | ------ | ---------- |
| 2020   | Championnat des États-Unis de Formule 4 | Velocity Racing Development            | 9       | 0         | 0              | 0               | 0       | 14     | 18e        |
| 2020   | Formule Régionale Amériques             | HMD Motorsports                        | 9       | 0         | 0              | 0               | 0       | 30     | 13e        |
| 2021   | Formule Régionale Amériques             | TJ Speed Motorsports                   | 18      | 7         | 2              | 9               | 13      | 314    | Champion   |
| 2021   | Indy Pro 2000 Championship              | Juncos Hollinger Racing                | 16      | 0         | 0              | 1               | 3       | 231    | 8e         |
| 2022   | Indy Lights Series                      | TJ Speed Motorsports                   | 8       | 0         | 0              | 0               | 0       | 312    | 9e         |
| 2022   | Indy Lights Series                      | HMD Motorsports with Dale Coyne Racing | 6       | 0         | 0              | 0               | 0       | 312    | 9e         |
| 2023   | Indy Lights Series                      | HMD Motorsports                        | 13      | 0         | 1              | 0               | 2       | 283    | 10e        |
| 2023   | Asian Le Mans Series                    | Algarve Pro Racing                     | 4       | 1         | 0              | 0               | 1       | 51     | 3e         |
| 2023   | European Le Mans Series                 | Algarve Pro Racing                     | 6       | 2         | 2              | 3               | 5       | 113    | Champion   |

### Résultats en IndyCar Series
| Saison | Écurie              | GP disputés | Pole positions | Victoires | Podiums | Meilleur tours | Points inscrits | Classement |
| ------ | ------------------- | ----------- | -------------- | --------- | ------- | -------------- | --------------- | ---------- |
| 2024   | Chip Ganassi Racing | 18          | 0              | 0         | 0       | 0              | 181             | 21e        |
| 2025   | Chip Ganassi Racing |             |                |           |         |                |                 | e          |

### Résultats enWeatherTech SportsCar Championship
| Année | Écurie          | Châssis             | Moteur                     | Classe           | 1    | 2    | 3      | 4   | 5   | 6   | 7   | 8     | 9   | 10  | 11  | 12  | 13  | Position | Points |
| ----- | --------------- | ------------------- | -------------------------- | ---------------- | ---- | ---- | ------ | --- | --- | --- | --- | ----- | --- | --- | --- | --- | --- | -------- | ------ |
| 2022  | Gradient Racing | Acura NSX GT3 Evo22 | Acura GK428 3,5 L V6 Turbo | GT Daytona (GTD) | DAY  | DAY  | SEB 11 | LBH | LGA | MOH | BEL | WGL 9 | MOS | LIM | ELK | VIR | ATL | 26e*     | 637*   |
| 2022  | Gradient Racing | Acura NSX GT3 Evo22 | Acura GK428 3,5 L V6 Turbo | GT Daytona (GTD) | Q 16 | R 13 | SEB 11 | LBH | LGA | MOH | BEL | WGL 9 | MOS | LIM | ELK | VIR | ATL | 26e*     | 637*   |

* Saison en cours.